# Poudre d’Or
Poudre d’Or – miasto na Mauritiusie; stolica dystryktu Rivière du Rempart. Według danych szacunkowych w 2014 roku liczyło 2371 mieszkańców.